# Svídnice (potok)
Svídnice (německy Schweinitz) je potok v Krušných horách. Pramení v rašeliništi v severní části přírodní rezervace Černý rybník při jihozápadním úpatí vrchu Pestrý v nadmořské výšce zhruba 815 metrů. Prameniště se nachází na katastru obce Klíny v okrese Most v Ústeckém kraji zhruba tři kilometry severozápadně od Klínů. Svídnice tvoří levostranný přítok Flájského potoka, její délka je 19,3 kilometru, plocha povodí měří 61,87 km².

## Tok
Od pramene teče Svídnice jihozápadním směrem. Nejprve vtéká do Černého rybníka na území stejnojmenné rezervace. Po několika stech metrech opouští chráněné území a po zbytek své cesty vytváří přirozenou státní hranici s Německem. Pod vrchem Brandhübel (780 metrů) přibírá na české straně nejprve bezejmenný levostranný přítok a později Stříbrný potok. Poté protéká hraničním přechodem Mníšek/Deutscheinsiedel. Na saské straně se nachází osada Brüderwiese. Na cestě k dalšímu hraničnímu přechodu Nová Ves v Horách/Deutschneudorf se do Svídnice z obou stran hranice vlévají bezejmenné přítoky. V Nové Vsi v Horách, kde se potok stáčí severozápadním směrem, se do něj vlévá Pachenkovský potok. Dále míjí Horu Svaté Kateřiny, kde se do něj zleva vlévá Kateřinský potok a z jihu k Svídnici přiléhá obec Deutschkatharinenberg. V saské obci Oberlochmüle se do Svídnice zprava vlévá Wildbach. Posledním významným přítokem je pravostranný Seiffener Bach, který odvodňuje přírodní rezervaci Hirschberg-Seiffengrund. Svídnice se na katastru obce Brandov vlévá do Flájského potoka asi kilometr jihozápadně od zaniklé osady Zelený Důl.
Na dvou úsecích tvoří státní hranici mezi Českem a Německem v délce 18,7 km (mezi hraničními znaky 10–III/1 v délce 9,1 km a mezi 1–7 v délce 9,6 km).

## Stavby
V Nové Vsi v Horách se na Svídnici nacházely Dolní mlýn a Horní mlýn. Mezi touto obcí a Horou Svaté Kateřiny stál Luční mlýn (Wiesenmühle). U hraničního přechodu mezi českou a německou Kateřinou se nacházela pila. U obce Oberlochmühle stál hamr na zpracování vytěžené mědi.
Na české straně se na Svídnici nachází bývalá pila (Mahlermühle), která v roce 1945 vyhořela. Místo se proto dnes nazývá U Spálené Pily. Další zaniklé stavby stály na dolním toku: Lohmühle, Mertelsäge apod. Na soutoku Flájského potoka a Svídnice se nacházel tzv. Svídnický mlýn. Vlastní mlýn zanikl již v 19. století, ale jeho jméno se přeneslo na továrnu (hamr) postavenou na jeho místě. Patřila podnikateli F. A. Langemu, který ji získal v roce 1883. Byly zde válcovna, drátovna a další zařízení na zpracování mědi a jejích slitin. Podnik v roce 1934 koupila Zbrojovka Brno a zavedla zde výrobu nábojnic. Továrna zanikla po druhé světové válce a dnes zde stojí jen torzo jedné z budov. V Mníšku se nachází přečerpávací stanice, která může v suchém období ze Svídnice čerpat vodu do Vodní nádrže Janov.

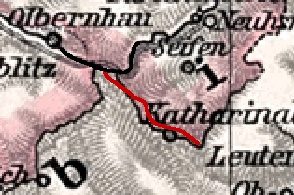
Trasa Svídnické dráhy

Podél potoka vedla zrušená železniční trať tzv. Svídnická údolní dráha v úseku Olbernhau – Grünthal – Brandov – Deutschneudorf. Výstavba trati byla zahájena v roce 1914, ovšem vinnou první světové války byla stavba dokončena až v letech 1926–1927. V roce 1966 byla na trati zrušena osobní doprava. Nákladní doprava trvala do roku 1969. V roce 1971 byly odstraněny všechny železné díly jako kolejnice a části viaduktů.